# Phenacopsyche vexans
Phenacopsyche vexans is een fossiele soort schietmot uit de familie Odontoceridae.